# 차등강화
차등강화(Differential Reinforcement) 또는 차별강화는 특정 대상 행동 이외의 모든 대응에 대해 강화가 보상되는 강화(Reinforcement) 절차이다. 이 절차는 특정목표 행동이 강화를 따르지 않기 때문에 특정 목표 행동을 감소시킨다는 전제에서  미래의 특정행동 비율이 약화된다는 점을 보여준다.

## 무반응 차별강화
차별강화(Differential Reinforcement)의 예에서 저비율반응 차등강화(Differential Reinforcement Procedures of Low Rates of Responding ,DRL) 또는 무반응 차등강화(differential reinforcement of zero occurrences,DR0)에서와 같이 구현자가 해당 대응의 사고및 행동을 더 적게하도록 강화하거나 반응 사고 및 행동간의 더 긴 시간 간격을 강화하여 대응 속도 또는 비율을 낮출 수있는 절차는 처벌의 강력한 대안으로 다루어질수있다.

## 같이 보기
- 보상시스템